# الجهراء
الْجَهْرَاء مدينة كويتية في محافظة الجهراء وهي نواة المدينة وأقدم منطقة فيها، اشتهرت بآبارها العذبة وزراعاتها من النخيل والخضروات وخصوصا في الماضي، أما الآن فمع التوسع العمراني تقلصت مساحة الخضرة وباتت تقتصر على بعض البساتين.

## التسمية
يشتق اسم الجهراء من انجهار المياه عند حفر أبار تلك المنطقة. وقيل هو ما استوى من ظهر الأرض، لا شجر ولا رمال فيها، إنما هي فضاء. وقيل هي الجهراء الرابية المحلال، ليست بشديدة الإشراف وليست برملة ولاقف. وقد كانت لها عدة مسميات قديمة بالإضافة إلى اسمها الحالي:
- كاظمة: يرى العديد من الباحثين بأنها الجهراء القديمة أو أنها امتداد للجهراء خاصة مع ورود موقع كاظمة في موقع الجهراء الحالي بالخرائط القديمة، وتقتصر كاظمة حاليا على جزء صغير شرق الجهراء.[3]
- تيماء: ترجح بعض الآراء بأن اسم تيماء هو الاسم القديم للجهراء، مستندين في ذلك إلى توفر المياه بها.

## التاريخ

### التاريخ القديم
كانت الجهراء أو الجهرة مأهولة بالسكان في فترة ماقبل الإسلام، وذلك لسببين. أولاهما وجود المياه الجوفية العذبة، والثاني وقوعها على طريق التجارة البرية بين نجد والعراق. وقد خربت بعد ذلك ولا تزال أطلال بعض بلدانها القديمة موجودة تحت الأنقاض، وكثيرا ما يُعثر على بعض النقود القديمة وبعض الآثار عند حفر الآبار وقيل وجدت قبور بها الأموات وقوفا. وذكر أحمد البشر الرومي أن الجهراء كانت من ملحقات كاظمة وربما سميت كاظمة لشهرتها، وفي معركة ذات السلاسل كان تعداد جيش خالد بن الوليد هو 18 ألف جندي، وهذا العدد يحتاج إلى كميات هائلة من الماء، ولا يمكن أن توفرها كاظمة وحدها، وأن آبار الجهراء كثيرة وتغطي هذا العدد الضخم، وربما كان جيش المسلمين قد خيموا في الجهراء.

### التاريخ الحديث
القرن الثامن عشر
وأقدم ذكر للجهراء جاء في مخطوطة الرحالة الدمشقي مرتضى بن علوان عام 1709م، وقد أشار إليها بالاسم حيث يقول:
 «ودخلنا بلدا يقال له الكويت، وهي بلد تشبه الإحساء، إلا أنها دونها ولكن بعماراتها وأبراجها تشابهها، وكان معنا جمع من أهل البصرة، وفرق عنا من هناك إلى درب يقال له الجهراء ومن الكويت إلى البصرة».

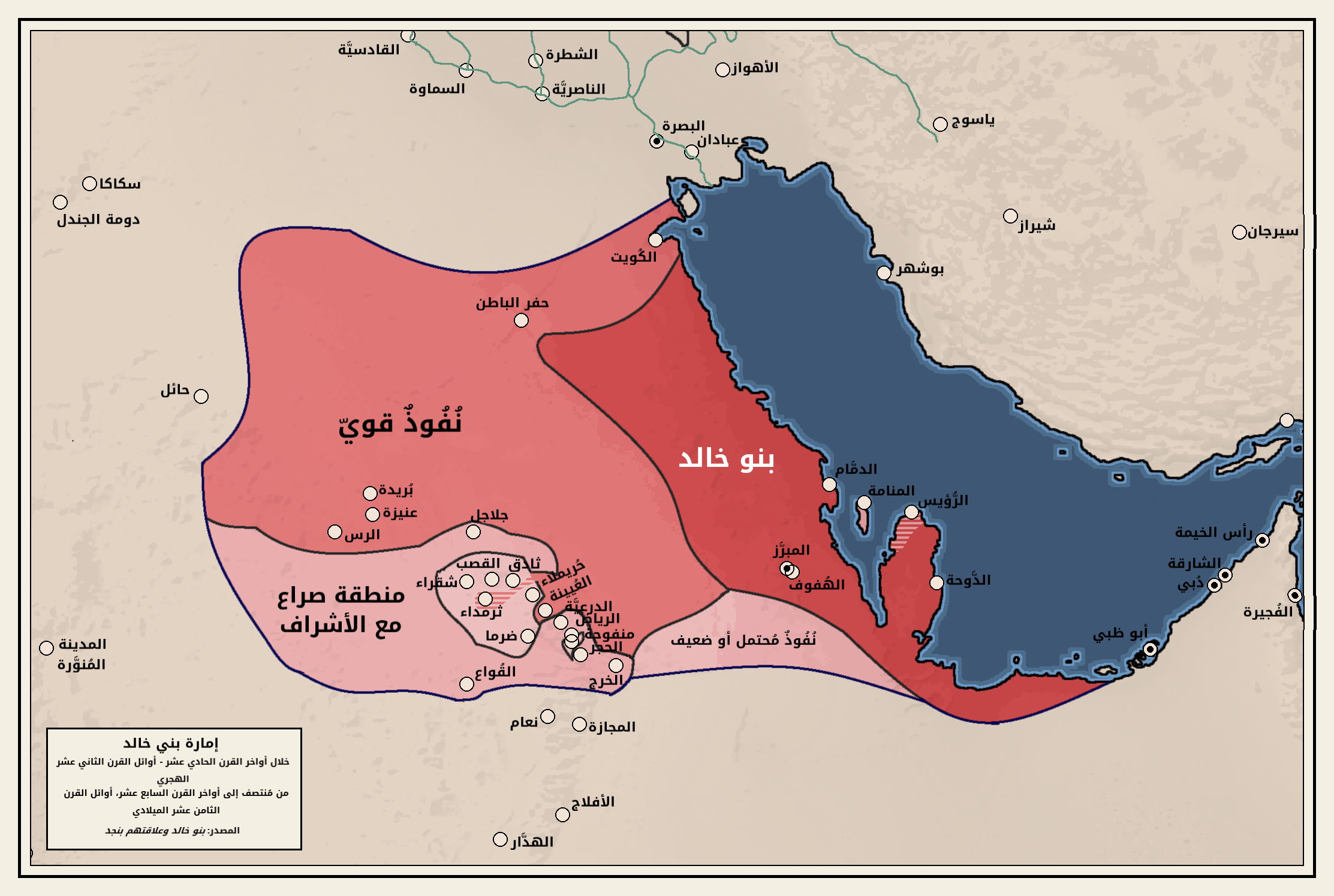
نطاق نفوذ بني خالد بين القرن 11 و12 هـ/ ق 17 و 18م حيث الكويت والجهراء ضمن ذلك النفوذ.

ذكرت الجهراء في كتاب لمع الشهاب في عدة مواضع: أنها كانت من حدود إمارة بني خالد الشمالية، التي حدودها الجنوبية في بلاد الصير العمانية. وأنها غرب الكويت بمسيرة يوم، وتبعد عن ساحل البحر بفرسخين، وطولها فرسخين شمالًا وعرضها فرسخ غربًا، ونبتها الغالب هو الثمام أو التمام، وفيها مياه عذبة وبئرها قدر باع واحد، وتحيطها أرض سبخة على بعد فرسخين شمالًا وتمتد إلى سنام، ومن الشرق حتى تصل البحر، ومن الغرب تمتد السباخ قدر فرسخ، وإلى الجنوب نحو الكويت تبلغ نصف فرسخ، وأرضها عالية جدا بحيث يمكن رؤية السفن التي ترد مابين الكويت وفيلكا، وبها آثار تدل على عظمتها بالسابق، وربما وُجِد فيها ذخائر من الدراهم والدنانير في بعض المواضع. وقد ذكرها كارستن نيبور سنة 1772 في كتابه وصف شبه جزيرة العرب (بالدنماركية: Beschreibung von Arabien) كالتالي :"والجهراء مدينة مخربة على بعد مسيرة يوم إلى الشمال من قرين، وربما تنتمي أيضا إلى اقليم شيخ القرين."
دخلها الشيخ ثويني بن عبد الله السعدون شيخ المنتفق سنة 1786م / 1201هـ هاربا بعد فشله في احتلال البصرة وضمها لممتلكاته، وطاردته عساكر والي بغداد سليمان باشا وهزمته قرب الفاضلية، ففر إلى الكويت وأقام بالجهراء حيث أكرمه الشيخ عبد الله الصباح حتى عفا عنه الوالي سليمان باشا وأعاده إلى بغداد مكرما. وقد عاد ثويني السعدون إلى الجهراء مرة أخرى سنة 1211هـ/1796م حيث جعلها قاعدة لحملته على الإحساء التي احتلها الوهابيون، وظل بها ثلاثة أشهر جمع فيها القطعات القبائلية من المنتفق وأهل الزبير والبصرة ونواحيهما، وأرسل أسطول يحمل الذخائر إلى القطيف، حيث رافق الأسطول ناس من عقيلات بغداد ومايزيد عن كتيبة واحدة من الجنود الأجيرة، حتى تقاطرت الأرتال من الكويت والبحرين والزبير.
القرن التاسع عشر
قدم إليها الأمير سعود بن عبد العزيز سنة 1218هـ/1804م، فلما سمع أهل الكويت بأنه يريد البصرة أرسلوا إلى متسلم البصرة وأعيان المدينة مثل رجب النقيب ومحمود الرديني وقاسم الكوازي وغيرهم يحذرونهم منه. وقدم إلى الجهراء مرة أخرى سنة 1223هـ/1808م لكنه لم يهاجمها. وقد اختار أمير الكويت الشيخ جابر بن عبد الله الصباح وكيلا له على الجهراء في سنة 1852م، وهو «عبد الرحمن بن عثمان بن سعيد» الذي استمر في عمله حتى سنة 1875م، وقد أعانه في عمله إخوته سليمان وعبد الله وراشد. وفي 1276هـ/1860م فر إلى الجهراء راكان بن حثلين ومعه قبيلته العجمان بعد أن أغار على إبل الإمام فيصل، فكلف الإمام إبنه عبد الله بقيادة حملة لمطاردته، فالتقيا في مَلَح -وهي واحة جنوب غربي الكويت- حيث انهزم العجمان وفروا إلى الكويت. فخيم الأمير عبد الله في الجهراء وأرسل إلى الشيخ صباح يطلب منه طرد العجمان ولكن الشيخ رفض. وفي العام التالي 1277هـ/ربيع 1861م علم الإمام فيصل بن تركي بتحالف العجمان والمنتفق ومسيرهم إلى أرض الكويت، فأمر ابنه عبد الله أن يسير بجنوده لقتالهم، فخرج من الرياض قاصدًا الجهراء دون أن يعلم المنتفق ومن معهم من العجمان وغيرهم بمقدمه، فلما وصلوا المطلاع صبحهم عبد الله بمن معه من الجنود فحصل بين الفريقين قتال شديد انهزمت فيه المنتفق والعجمان ولجئوا إلى ساحل البحر وهو في حالة جزر، فتوقف جيش عبد الله عن ملاحقتهم وظل محاصرًا لهم من بعيد، ولما مد البحر طغى عليهم الماء وغرق منهم حوالي 1500 رجل ولم ينج منه إلا رئيسهم راكان وزوجته ومن تبعه من رجاله، فبعد ان ركب جواده أردف زوجته خلفه فأطلق له العنان حيث اخترق صفوف العدو بقوة وتبعه رجاله، فلم يتعرض لهم أحد. وسميت تلك الوقعة بالطبعة أو الطينة بسبب موت الكثير منهم بالطين والوحل. وكانت تلك المعركة يوم 15 رمضان 1277هـ/ 26 مارس 1861م، وقد غنم الأمير عبد الله من أموالهم مالا يعد ولا يحصى.
وتعد الجهراء أبرز محطة لتجارة الخيول المزدهرة في عهد إمارة طلال ابن رشيد، حيث أنها مورد مهم من مصادر الثروة، فالخيول الموجودة لدى ابن رشيد وابن سعود هي من أفضل أنواع الخيول العربية الأصيلة وتسمى يالصقلاوية. وأصبح لتجار الخيول في حائل وكلاء في الكويت، فترسل إمارة آل رشيد سنويا خيولها برًا إلى الجهرة عبر بادية السماوة شهري يوليو وأغسطس، حيث يستقبلها الوكلاء. وجاء في تقرير الكولونيل بلي المقيم السياسي البريطاني في الخليج العربي بتاريخ 3-3-1863 عندما كان في الجهرة أنه رأى المكان الذي كانت تجمع فيه الخيول الأصيلة، ثم بعدها ترسل من الجهرة إلى بومباي عن طريق ميناء الكويت، ثم زار الكويت مرة أخرى في فبراير 1865 لمدة 3 أسابيع، قضى منها عدة أيام في الجهراء في ضيافة يوسف البدر وهو أحد أكبر تجار الخيول في الكويت، حيث اطلع على اسطبلاته في الجهراء.
وتعد الجهراء إحدى محطات الطريق التجاري الشتوي (حائل-البصرة) التي هي كالتالي:«حائل - الصدير - زرود - الزبيرة - البشوك - حفر الباطن - الجهرة - الزبير - البصرة»
وفي سنة 1299هـ/1882م أخذ محمد بن رشيد (المهاد) سلطان الدويش ومعه مطير على الجهراء، ولم يكن لأهل الكويت طاقة لمقاومته، فخرج الشيخ عبد الله بن صباح ومعه وجوه الكويت إلى مخيمه في الجهراء، وترجوه أن يعيد لهم أسراهم وأموالهم، فقبل ابن رشيد رجائهم ورحل من الجهراء. وسبب تلك الغارة أن عريب دار الكويت تعدوا على شمر قبل ثلاث سنوات، واشتكاهم ابن رشيد إلى الصباح عدة مرات من غير فائدة، وبعدها أغار محمد بن رشيد عليهم وأخذ منهم جانب.
القرن العشرين
كان تمركز جيش الشيخ مبارك في الجهراء، فقد كان مبارك يجمع القبائل لتنضم إلى جيشه ثم يرسلها لمحاربة عبد العزيز بن رشيد، وكانت من الفترة من 1900-1901م.

وفي سنة 1910م زار الجهراء المبشر الأمريكي الطبيب أرثر بينت عندما توجه من الكويت إلى البصرة مرورا بالجهراء، فوصلها مساءا بعد رحلة بالجياد استمرت خمس ساعات، فذكر أنها تضم مئات من بيوت الطين موازية لبعض الواحات الخضراء من القمح. كما وصف ستانلي ميلري الذي زار الكويت سنة 1918م عودة الشيخ أحمد الجابر من الحج ومعه حجاج الكويت عند وصولهم الجهراء، حيث اصطفت أعداد كبيرة من المواطنين على طول الطريق المؤدي إلى قرية الجهراء مباركين لهم الوصول.
كانت الجهراء قرية صغيرة تابعة لمدينة الكويت ويزرع فيها النخيل وكميات قليلة من الشعير والقمح، وفي سنة 1925 بلغ عدد سكان الجهراء 1000 شخص،، وتعداد المباني حوالي 170 منزلا ومسجد واحد تقام به صلاة الجمعة. وشيد بالقرية القديمة قصران، أحدهما للسيد خلف باشا النقيب. والآخر هو القصر الأحمر التابع للشيخ مبارك الصباح الذي شهد نشوب معركة الجهراء، وبعد المعركة شيد حول الجهراء سور بشكل مستطيل.

### سور الجهراء
يحيط بالجهراء سور مستطيل من الطين شيد بعد شهر أكتوبر 1920 لأغراض دفاعية، وكانت مدينة الكويت قد سبقتها في تشييد سورها المحيط بها في يونيو 1920 بعد حادثة حمض.
وقد بدأ أهالي الجهرة بعد معركة الجهراء عام 1339 هـ ببناء سور الجهرة في 17 ربيع الأول 1339 هـ لصد أي هجوم قادم. وطول السور 3 كيلومترات تقريبا وعرضه 30 سم، وهو مبني من الطين وله بوابتان، جنوبية وأخرى شرقية، وبه ستة أغولة (أبراج مراقبة) ومزاغيل (فتحات صغيرة في جدار السور لخروج فوهات البنادق). وتفتح تلك البوابتان بالنهار للخروج والدخول، وتغلق ليلا لمنع الأعداء وقطاع الطرق.